# Ivan Jirko
Ivan Jirko (7. října 1926 Praha – 20. srpna 1978 Dobříš) byl český psychiatr, docent Akademie múzických umění v Praze, dramaturg opery Národního divadla, hudební skladatel a kritik.

## Život
Jeho otec byl básník Miloš Jirko. Vystudoval lékařství a psychologii na Karlově univerzitě a souběžně se věnoval hudbě. Byl žákem Václava Holzkknechta, Karla Janečka a Pavla Bořkovce. V letech 1951–1973 byl psychiatrem ve Fakultní nemocnici Praha 2. Byl hudebním referentem několika deníků (Přítomnost, Práce), ale i odborného hudebního tisku (Hudební rozhledy), kde publikoval zasvěcené kritické rozbory. Od roku 1972 byl místopředsedou Svazu českých skladatelů a koncertních umělců, předsedou dramaturgicko-programové komise skladatelské sekce.Od roku 1976 byl činný v programové komisi a v předsednictvu výboru Pražského jara. Byl rovněž předsedou redakční rady Gramorevue.
V roce 1974 byl jmenován docentem na Akademii múzických umění v Praze a od roku 1976 pracoval jako hlavní dramaturg Národního divadla.

## Dílo

### Opery
- Večer tříkrálový (podle Williama Shakespeara, 1964)
- Milionářka (podle motivů Caesara Zavattiniho, 1969)
- Děvka (podle motivů Caesara Zavattiniho,1970)
- Návrat - Podivné dobrodružství Arthura Rowa (podle románu Grahama Greena Ministerstvo strachu s použitím televizního scénáře Bohumily Zelenkové, uvedlo Národní divadlo 11. října 1979)
- Cesta zpátky

### Orchestrální skladby
- Koncert pro klavír a orchestr n. 1 (1949)
- Slavnostní předehra (1951)
- Serenáda (1951)
- Taneční fantasie (1953)
- Koncert pro trubku a orchestr
- Koncert pro klavír a orchestr n. 2 (195?)
- Klarinetový koncert (1955)
- Symfonie n. 1 (1956-57)
- Koncert pro klavír a orchestr n. 3 (1958)
- Symfonie n. 2 "The Year 1945" (1961-62)
- Symfonické variace "Mackbeth" (1962)
- Elegie na Smrt Přítele pro velký orchestr (1965)
- Fantazie pro violu a smyčcový orchestr (1969)
- Dvojkoncert pro housle, klavír, a komorní orchestr (1976)
- Symfonie n. 3 (1976-77)
- Pražské vteřiny
- Letopis Prahy

### Komorní skladby
- Dechový kvintet (1947)
- Miniatury pro housle a klavír (1947)
- Kvartetino (1949)
- Suita pro dechové kvinteto (1956)
- Sonáta pro violoncello a klavír (1954)
- Sonáta pro klavír (1957)
- 6 smyčcových kvartetů
- Kvintet pro dvoje housle, violu, violoncello a klavír

### Vokální skladby
- Zvěřinec (cyklus písní, 1945)
- Písničky na slova lidové poesie (cyklus písní, 1946)
- Nejkrásnější země (kantáta, 1950)
- Requiem (1970)